# Biblioteca Județeană Kájoni János
Biblioteca Județeană „Kájoni János” este cea mai mare bibliotecă publică din județul Harghita, punând la dispoziția populației județului colecții de bibliotecă și servicii specifice. În același timp, îndeplinește și funcția de bibliotecă municipală pentru Miercurea-Ciuc, municipiul reședință de județ.
Sediul instituției este în Miercurea-Ciuc, în Casa de Cultură a Sindicatelor, cu secții de relații cu publicul și în clădirea Muzeul Secuiesc al Ciucului, în Cetatea Mikó.
Biblioteca Județeană „Kájoni János” este instituție cu personalitate juridică, finanțată din bugetul Consiliului Județean Harghita.

## Istoric
Tradiția lecturii și a bibliotecilor din Miercurea-Ciuc se leagă de Șumuleu-Ciuc.
Biblioteca Mănăstirii Franciscane de la Șumuleu-Ciuc, bibliotecă ecleziastică catolică din Transilvania, reprezentativă pentru cultura scrisă din Secuime, datează din secolul al XV-lea.
Altă bibliotecă locală cu tradiție este cea a școlii înființate de franciscani pe lângă mănăstire, Gimnaziul Romano-Catolic de la Șumuleu-Ciuc, despre cărțile căreia deținem însemnări din anul 1630.
Colecțiile mai noi ale acestor biblioteci, cu precădere cele datând din secolele XIX-XX, au fost incluse în anul 1978 în fondul bibliotecii județene. 
Primele inițiative de înființare a unei biblioteci publice în Miercurea-Ciuc și împrejurimi pot fi documentate începând cu secolul al XIX-lea. 
Precursoarea actualei biblioteci județene este Biblioteca Orășenească din Miercurea-Ciuc, înființată în anii 1950. 
În decembrie 2007 instituția a fost denumită Biblioteca Județeană „Kájoni János”. Festivitatea de denumire, care a avut loc în data de 21 februarie 2008, a fost un moment de seamă în istoria bibliotecii.
Prin noua denumire, biblioteca semnalează identificarea cu idealul cultural reprezentat de personalitatea eponimului. În cadrul festivității de denumire au fost elogiate personalitatea și creația lui Kájoni János. Formația Codex, prezentă la festivitate, a adus atmosfera muzicii de epocă. 

## Activitate
Biblioteca Județeană „Kájoni János” îndeplinește atribuțiile generale ale unei biblioteci publice moderne: colectarea și prezervarea valorilor culturale, asigurarea accesului la cultură și cunoaștere.

### Atribuții la nivel județean
Colecționarea categoriilor a documentelor necesare satisfacerii exigențelor de lectură, informare ale polpulației județului.
Coordonarea, în calitate de metodologic, a activității bibliotecilor publice din județul Harghita.
Completarea bibliografiei de presă referitoare la județul Harghita.
Actualizarea bazei de date de cunoaștere locală.
Asigurarea accesului la servicii de distanță prin intermediul catalogului online și al împrumutului interbibliotecar.

### Atribuții la nivel municipal
În calitate de bibliotecă municipală, principalul grup țintă al serviciilor este populația municipiului Miercurea-Ciuc. Biblioteca este parte activă a vieții cotidiene a orașului, spațiu comunitar frecventat de oameni aparținând diverselor categorii de vârstă și socio-profesionale.

### Atribuții la nivel regional și național
Dezvoltă servicii bibliotecare specifice, adaptate nevoilor minorității maghiare din România.
Organizează programe de pregătire profesională în limba maghiară pentru bibliotecarii maghiari din România, în virtutea unui protocol de colaborare încheiat în martie 2008 cu Országos Széchenyi Könyvtár. Actualul director al instituției, D-na Kopacz Katalin, îndeplinește și funcția de vicepreședinte al Asociația Bibliotecarilor Maghiari din România.

## Colecții
Serviciile de bibliotecă au la bază un fond constituit din peste 200 000 de documente de bibliotecă, majoritatea cărți și publicații periodice, la care se adaugă documente audiovizuale și electronice.
În anul 1993 a început activitatea de informatizare a bibliotecii. Baza de date a bibliotecii se completează curent și retrospectiv cu ajutorul softverului de bibliotecă BIBLIS. Începând cu anul 2004, catalogul bibliotecii poate fi accesat de pe pagina web.
Secția Documentară a bibliotecii adăpostește cărți de valoare muzeală și publicații reprezentative pentru istoria locală. Tot aici sunt păstrate începând cu anul 1978 și volumele datate în secolele XIX-XX, provenite din biblioteca Mănăstirii Franciscane de la Șumuleu Ciuc și din biblioteca Gimnaziului Romano-Catolic. Volumele mai vechi, provenite de la aceste două biblioteci, sunt păstrate la Muzeul Secuiesc al Ciucului.
Documentele cu conținut local-regional referitoare la județul Harghita, respectiv la Ținutul Secuiesc, sunt organizate pe colecții de cunoaștere locală. Aceste documente nu se împrumută la domiciliu, pot fi consultate în bibliotecă.

## Servicii
- Acordarea de informații generale în bibliotecă sau la distanță, pentru toți solicitanții
- Consultarea cataloagelor și a publicațiilor în bibliotecă, pentru utilizatorii înregistrați.
- Împrumut la domiciliu pentru cititorii înscriși conform regulamentului
- Împrumutul cărților audio pentru nevăzători
- împrumut DVD
- fotocopiere din publicațiile deținute de bibliotecă
- fotografiere din publicațiile deținute de bibliotecă
- bibliografii tematice
- legătorie de carte

Instituția urmărește adaptarea serviciilor la cerințele publicului. În anul 2009 pensionarii au fost invitați la bibliotecă pentru a participa la cursuri gratuite de inițiere în utilizarea calculatorului.

## Manifestări culturale și profesionale
Biblioteca Județeană „Kájoni János” este prezentă prin manifestări culturale în viața comunității locale. Manifestările specifice bibliotecii sunt expozițiile de carte, întâlnirile scriitorilor cu cititorii, prezentările de carte, zilele bibliotecii, concursuri, și altele.
Începând cu anul 2006, se organizează anual, în cadrul Săptămânii naționale a bibliotecilor, Zilele Bibliotecii Județene „Kájoni János”, în scopul prezentării și promovării serviciilor de bibliotecă.
Cunoașterea locală este tema predilectă a activităților de bibliotecă, a concursurilor și a expozițiilor. 
În anul 2007, cu sprijinul Consiliului local Miercurea-Ciuc, s-a organizat concursul Personalități din Ciuc, legat de aniversarea personalităților locale. În anii 2007 și 2008 s-au editat sub același titlu -Personalități din Ciuc – seturi de semne de carte reprezentând portrete și scurte biografii ale personalităților aniversate în anii respectivi. În anul 2008 seria de portrete ale personalităților locale a fost prezentată în cadrul unei expoziții prilejuite de Zilele orașului.
Începând cu anul 1990, instituția a găzduit numeroase reuniuni profesionale, conferințe și programe de perfecționare profesională desfășurate în limba maghiară.
În octombrie 2007 Biblioteca Județeană „Kájoni János” a găzduit a IV-a Adunare itinerantă a Asociației Bibliotecarilor Maghiari din România.
În anul 2009, 27-28 martie, se organizează în localitatea Frumoasa a VI-a Adunare itinerantă a Asociației Bibliotecarilor Maghiari din România.

## Resurse bibliografice
- Megyei és városi könyvtár. Amit a könyvtárról tudni kell. In.: Csíkszereda város kulturális évkönyve. Csíkszereda, 2000.
- Interjú Kopacz Katalinnal, a Hargita Megyei Könyvtár igazgatójával. Térség és kultúra. Az interjúkat készítette és szerkesztette: Oláh Sándor. Csíkszereda, 2006.
- Erdélyi magyar könyvtárosok IV. Vándorgyűlése Csíkszeredában. Könyvesház. 2006-2007. 1-2. szám. Kolozsvár, 2008.